# Castell d’Aro, Platja d’Aro i s’Agaró
Castell d’Aro, Platja d’Aro i s’Agaró, auch oft als la Vall d'Aro angesprochen, ist eine Gemeinde in der Comarca Baix Empordà im Nordosten der spanischen Region Katalonien. Sie besteht aus den drei Ortsteilen Castell d’Aro, Platja d’Aro und s’Agaró; die Gemeindeverwaltung hat ihren Sitz in Platja d’Aro. Durch die Lage an der Costa Brava sind die Orte sehr touristisch geprägt.
Am Stadtrand sind zahlreiche kleine Siedlungen gelegen, wie zum Beispiel Mas Nou mit der Ferienanlage von Hapimag.
Entlang der Küste verläuft der Camí de Ronda; der Pfad verbindet den Hauptstrand mit zahlreichen kleineren Stränden.

## Lage

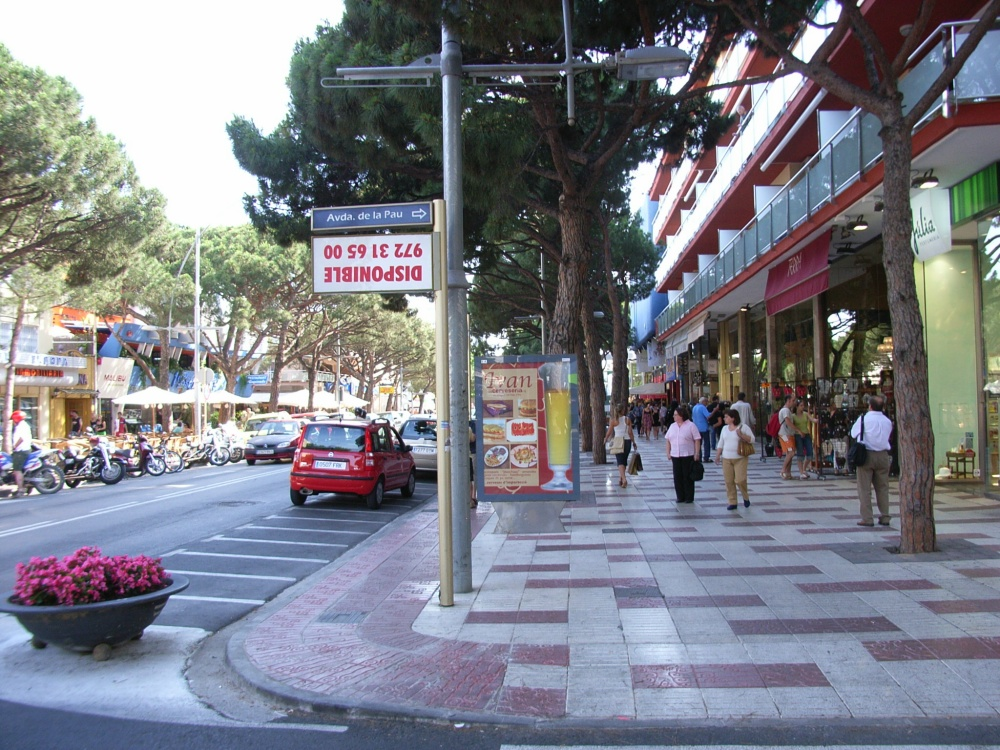
Zentrale Einkaufsstraße von Platja d'Aro

Castell d’Aro befindet sich im Herzen der Costa Brava, 106 km nördlich von Barcelona. Es grenzt im Norden an Calonge, im Westen an Santa Cristina d’Aro, an Sant Feliu de Guíxols im Süden, sowie im Osten an die Küste. Castell-Platja d’Aro liegt am östlichen Ende des Vall d'Aro, ein enges Tal, das durch den Fluss Ridaura entwässert wird und zwischen den Berghöhen der Cadiretes und Gavarres liegt. Platja d’Aro war ursprünglich ein kleines Fischerdorf an der Verbindungsstraße zwischen Palamós und Sant Feliu de Guíxols mit einem 2 km langen Strand. Es ist jetzt hauptsächlich ein Touristenort mit Hotels und anderen touristischen Geschäften.

## Geschichte

### Prähistorische Zeit
Die ersten Beweise von menschlicher Besiedelung sind eine Vielzahl von Grabkammern, die auf die Jungsteinzeit um 2500 v. Chr. zurückreichen. Um 2000 v. Chr., um das Ende der Jungsteinzeit, besiedelte eine Gruppe von Menschen die Berge Teumal und Vallbanera. Es gibt eine Vielzahl von Bauwerken aus dieser Zeit, wie beispielsweise den Monolithen von Vallbanera oder den Domen „Cova dels Moros“.

### Römerzeit
Römische Ruinen aus dem 1. bis 4. Jahrhundert n. Chr. wurden an der Vila de Pla de Palol entdeckt. Auf einer Fläche von 10.000 m² blieben der Großteil der Innenhöfe und offenen Räume erhalten. Die Villa war Teil eines großen landwirtschaftlichen Anwesens, das einen Weinberg miteinschloss.

### Mittelalter

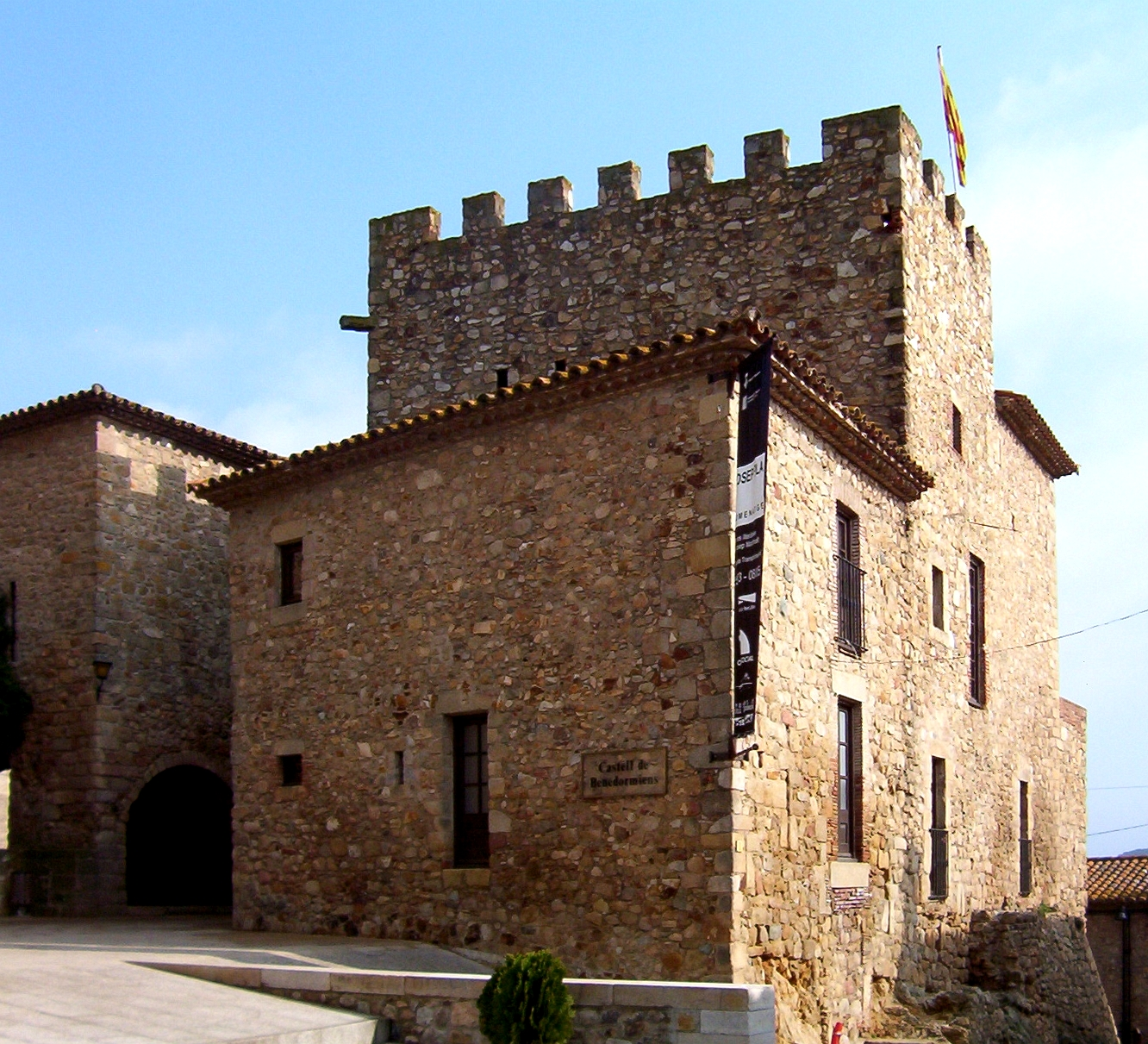
Burg der Benedorminer

Im Mittelalter wurde das Land vor allem durch Landwirte besiedelt. Im Jahr 781 bot Karl der Große dem Bischof von Girona das Land an. Das erste offizielle Dokument zu Platja d’Aro in seinem ursprünglichen Namen Fanals d'Amunt geht auf das Jahr 968 zurück. Der Ursprung der Burg d’Aro liegt in der Burg der Benedorminer. Diese Burg wurde zum ersten Mal 1041 dokumentiert. Im Jahr 1585 wurde in Fanals de Baix, dem heutigen Fanals d'Aro, eine neue Kirche erbaut, um die eine Siedlung entstand. Im Jahr 1774 wurde diese Kirche erweitert.

### Moderne
In den folgenden Jahrhunderten bestand nur eine Gemeinde bis zum Jahr 1858, als schließlich in Romanyà, Bell-lloc, Santa Cristina d'Aro and Solius sich von Castell d'Aro and Fanals d'Aro abspalteten.
Im Jahr 1962 benannte sich die Stadt im Zuge der touristischen Entwicklung von Fanals d'Aro zu Platja d'Aro um. Die Behörden zogen von Castell d'Aro nach Platja d'Aro um.

## Städtepartnerschaft
Seit 2000 ist die französische Stadt Brive-la-Gaillarde in der Region Nouvelle-Aquitaine Partnerstadt von Castell-Platja d’Aro.